# Poldi Czernitz-Renn
Leopoldine „Poldi“ Czernitz-Renn (geboren am 21. August 1878 als Leopoldina Augusta Johanna Hofer in Wien; gestorben am 6. Mai 1955 in Salzburg) war eine österreichische Theater- und Filmschauspielerin, die in der ersten Hälfte des 20. Jahrhunderts aktiv war.

## Leben
Die Tochter des Zimmermanns Josef Franz Hofer und seiner Frau Josefa, geb. Gerold, zog mit 18 Jahren nach Innsbruck. Ihr erster Mann bewog sie, eine Theaterkarriere einzuschlagen. Erstmals trat sie 1896 in Lindau auf einer Bühne auf. Es folgten weitere Engagements in ihrer Heimatstadt Innsbruck sowie in zahlreichen weiteren österreichischen, deutschen und schweizerischen Städten. Von 1904 bis 1907 war sie Mitglied der Exl-Bühne. Ab etwa 1911 wurde Salzburg ihr hauptsächlicher Wirkungsort. 1920 heiratete sie den Salzburger Beamten Karl Renn.
Die Künstlerin verkörperte bei den Salzburger Festspielen 1921 sowie 1926 bis 1936 und ein letztes Mal 1946 – in der Regie von Max Reinhardt – die Rolle des Schuldknecht' Weib im Jedermann am Domplatz. 1937 spielte sie die Wirtschafterin Brigitte im Pfarrer von Kirchfeld, dem einzigen in diesem Jahr gedrehten österreichischen Film, der sich dem rassistischen Diktat der österreichischen Produktionsfirmen entzog, die sich aufgrund eines Abkommens mit dem Deutschen Reich verpflichtet hatten, in ihren Filmen keine „Nicht-Arier“ mehr zu beschäftigen.
Noch 1949 übernahm Czernitz-Renn am Landestheater Salzburg aushilfsweise eine Rolle in der Operette Der Vogelhändler. Sie starb 1955 in ihrer Wohnung in Salzburg.

## Filmografie
- 1937: Der Pfarrer von Kirchfeld

## Auszeichnungen
- 1936: Österreichisches goldenes Verdienstzeichen[7]